# リベルタ (ナレータープロダクション)
リベルタ（Liberta）は、日本の芸能事務所であるJ.CLIPの一部門で、声優、ナレーターのマネジメントを行う。1997年2月に設立された。2012年現在、約100名のナレーターを擁し、主にテレビ・ラジオなどのナレーションを手掛ける。

## 所属声優・ナレーター

### 男性
| あ行 - 相川裕滋 - 板垣雄亮 - 伊丹孝利 - 伊藤俊彦 - 宇井晴雄 - ウエガミナツヤ - 江上徹 - 大成修司 - 大森寛人 - 翁長誠 - オヤジ☆マン - 恩田洋良 か行 - 香椎弘晶 - 蒲田哲 - 上恭ノ介 - グレッグ・アーウィン - こくぼつよし さ行 - 坂元貞美 - 迫田圭司 - 佐藤潤平 - 柴田博史 - ジョージ・カックル - ジョニー高山 - 杉本政志 - 鈴木穣 - スチュアート・オー - そのべ博之 | た行 - 髙橋貴城 - 谷田歩 - 谷畑聡 - チョウ・ヨンホ - 塚本淳也 - 津田喬 - 出牛力 - 外波山文明 な行 - 西原純 - 中村育二 - 西村清孝 は行 - 橋倉靖彦 - 長谷川祐之 - 波多江孝文 - 林健太 - 林真也 - 藤元英樹 - 二神光 - ピーター・ヴァン・ガーム | ま行 - 前田恭明 - 増井太郎 - 松田真織 - 松本光生 - 三露ケイト - 森田晃太郎 や～わ行 - 油井昌由樹 - 吉永幸一 - ライアン・ドリース - 渡辺英雄 |

### 女性
| あ行 - 秋定史枝 - 天利萌音 - 石橋未由子 - 植栗鈴 - 牛水里美 - 江幡朋子 - 大川婦久美 - 大倉マヤ - 太田みち - 大野エリ - 長田明香里 - 折河冬雪 か行 - 花澄 - 華菜 - 鯨エマ - キャロリン・ミラー - 栗原康子 - 黒木映莉花 - 鯉池希実 - 兒玉彩伽 - 駒塚由衣 | さ行 - 彩文 - 斉藤麻衣子 - さがらえみ - 佐々木汐音 - 佐々木理佳 - 清水彩名 - 清水麻那 - ジンジャー・ワインクープ - 瀬戸口サエ た行 - 滝本みか - 竹内純子 - 多田慶子 な行 - 中原くれあ - 中村ゆめみる - 菜の子 - 野口聖古 | は行 - 濱名聖子 - 福嶌寿枝 - 布施日砂子 ま行 - 間瀬凛 - 松岡歩美 - 松本圭未 - 毬谷友子 - 三谷郁奈 - 未浜杏梨 - 村中玲子 や～わ行 - 矢野陽子 - 山崎薫 - 山田礼子 - 横井友子 |

## 業務提携
- 福井博章
- 松本紀保
- 三田村賢二
- みょんふぁ
- 渡辺麻耶

## かつて所属していた主な声優・ナレーター

### 男性
- 家村幸成
- 川原澄人
- 高松直輝（現所属：オフィスCHK）
- 高山春夫（現所属：プロダクション・エース）
- 辻親八（現所属：ステイラック）
- トビー上原（フリー）
- 長戸勝彦（現所属：豪勢堂GLove）
- 坂東尚樹（現所属：ALBA）
- 増田裕生（フリー）
- 松木良方
- 三戸部貴彦
- 宮本克哉（現所属：アクセント）
- 柳谷慶寿（現所属：ストローハウス）
- 山崎岳彦（現所属：青二プロダクション）
- 関川慎二

### 女性
- 大橋世津（現所属：ケッケコーポレーション）
- 中村栄子
- 浜野ゆうき（現所属：ALBA）
- 藤谷みき
- 武藤寿美（現所属：ALBA）
- 星野めぐみ
- 山岸愛梨